# تكيف (مدينة)
تكيف (مدينة) هي مدينة تقع على نهر فيستولا في بوميرانيا الشرقية ، كوسيوي ، شمال بولندا ، ويبلغ عدد سكانها 60,279 نسمة (يونيو 2009). المدينة معروفة ببلدتها القديمة وجسر فيستولا ، أو جسر تكزيو ، الذي لعب دورا رئيسيا في غزو بولندا خلال الحرب العالمية الثانية.
وكانت عاصمة مقاطعة تكزيو في فويفوديشيبا بوميرانيان منذ عام 1999 ، وكانت في السابق بلدة في غدانسك فويفوديشيبا (1975-1998). كما أنها أكبر مدينة في منطقة كوسيوي العرقية الثقافية.
المدينة هي موقع معسكر اللغة الإنجليزية السنوي الذي يتم ترتيبه من قبل الشراكة الأمريكية البولندية لتشيو.

## الموقع الجغرافي
وتقع تشيڤ على الضفة الغربية لنهر فيستولا ، على بعد نحو 30 كيلومترا (19 ميلا) جنوب خليج غدانسك عند بحر البلطيق ، وعلى بعد 35 كيلومترا (22 ميلا) جنوب شرق غدانسك.

## تاريخ

### العصور الوسطى
لقد تم ذكر تشيڤ (Trsow, Dersowe, ‘weaver's town’) لأول مرة باسم Trsew في وثيقة من قبل بوميرانيان دوق Grzymissaw منح الأرض لمستشفى الفرسان في 1198. حوالي عام 1200 قام سامبور الأول ، دوق بوميرانيا ، ببناء قلعة هنا. في بعض الوثائق ، يظهر اسم Derszewo ، الذي ينبع من اسم الملك الإقطاعي ، Derslaw. ومن غير المعروف ما إذا كان تراسو ودرسزو قد أشارا إلى نفس أو اثنين من المستوطنات المجاورة. وللحصول على مراقبة أفضل لحركة المرور في فيستولا ، نقل بوميرانيان دوق سامبور الثاني نموذج إقامته لوبيزو تشيزوسكي إلى تكزيو. وبحلول عام 1252 كانت التسوية معروفة باسم تشيڤ و ديرستشاو.
في 1258 تم إنشاء مجلس المدينة وفي 1260 تم منح Tczeu حقوق المدينة. وهذه هي الحالة الوحيدة في بولندا لإنشاء مجلس للمدينة قبل منح حقوق المدينة. الحرف والتجارة تطورت ، كان هناك ميناء على Vistula والنعناع. دوق ميستوين الثاني في 1289 جلب النظام الدومينيكي إلى المدينة. كانت جزءا من بولندا حتى 1308. في أعقاب معاهدة جند في 1309 ، تم شراء تكزيو من براندنبورغ من قبل هاينريش فون بلوتزكي من فرسان تيوتونيك ، على الرغم من أن المطالبات الأولية للمنطقة من قبل براندنبورغ كانت قانونية مشكوك فيها. وطرد فرسان التيوتونيك سكان البلدة ولم تعد منظمة المدينة موجودة لأكثر من نصف قرن. أعيد بناؤه من 1364 إلى 1384 ، ومنحه وينريش فون كنيبرود قانون كولم. بعد الانتصار البولندي في معركة غرونوالد في 1410 ، تم استعادة المدينة لفترة وجيزة من قبل بولندا. في عام 1434 أحرقت المدينة من قبل الحسينيين. في عام 1440 انضمت المدينة إلى الاتحاد البروسي ، ومعارضة حكم تيوتونيك. في عام 1457 ، خلال حرب السنوات الثلاث عشرة ، باع المرتزقة البوهيميين في خدمة الأمر Tczeu إلى بولندا بدلا من التعويضات. لقد أكد سلام ثورن الثاني (1466) إعادة ضم تكزيو إلى بولندا. أصبحت مقراً للمقاطعة ضمن مقاطعة بوميرانيان فويفوديشيفا في مقاطعة بروسيا الملكية البولندية التي أنشئت حديثاً ، وسرعان ما أصبحت جزءاً من مقاطعة بولندا الكبرى التابعة للتاج البولندي.

### العصر الحديث
خلال الإصلاح البروتستانتي تحول معظم سكان المدينة إلى اللوثرية. في عام 1626 ، احتلها ملك السويد غوستاف الثاني أدولف ، الذي بنى جسر بونتون عبر نهر فيستولا والذي كان معسكره في الجانب الجنوبي من المدينة. بعد الحرب تمت زيارة تشيڤ مرتين من قبل الملك البولندي W  adys  w الرابع فاسا ، في 1634/1635 و 1636. على الرغم من إعادة بنائه ، إلا أنه عانى بعد ذلك خلال الحروب البولندية السويدية. في معركة قريبة في 2 سبتمبر 1657 ، هزم البولنديون من قبل القوات المشتركة لبراندنبورغ والسويد تحت الجنرال جوسياس الثاني ، كونت والدوك فيلدونغن.
تم ضم المنطقة من الكومنولث البولندي الليتواني من قبل مملكة بروسيا خلال التقسيم الأول لبولندا في 1772. Tczeu ، كما Dirschau ، أصبحت جزءا من إقليم بروسيا الغربية التي تأسست حديثا. خلال الحروب النابليونية ومحاربة التحرير الوطني البولندي ، تم الاستيلاء على المدينة من قبل القوات البولندية من الجنرال جان هنريك داي بروسكي في عام 1807 ، ولكن أصبحت البروسية مرة أخرى في عام 1815. في عام 1818 أغلق البروسيين الدير الدومينيكي.
مع توحيد ألمانيا ، أصبحت المدينة جزءا من الإمبراطورية الألمانية في عام 1871 ، ومن عام 1887 كانت عاصمة مقاطعة ديرشو في مقاطعة بروسيا الغربية. نمت المدينة بسرعة خلال القرن 19 بعد افتتاح خط السكك الحديدية الشرقية البروسية التي تربط برلين وكونيغسبرغ ، مع جسر فيستولا بالقرب من ديرشو كجزء مهم.
وفي ظل الحكم البروسي والألماني ، عانى السكان البولنديون من إضفاء الطابع الألماني القسري عليهم ؛ فعلى سبيل المثال ، حُرم البولنديون من المدارس البولندية ، ورفضوا تعليم أطفالهم اللغة الألمانية. وكتب المسؤول الألماني هاينريش ميتنماير أن المعلمين المعينين في ألمانيا يعاملون بأعلى درجات الازدراء من جانب الأطفال البولنديين وآبائهم. وظلت المدينة مركزاً للمقاومة البولندية ، وأسس البولنديون منظمات مختلفة ، بما في ذلك بنك لودوي («البنك الشعبي»). وفقاً لتعداد عام 1910 ، بلغ عدد سكان ديرشو 16 894 نسمة ، منهم 15 492 (91,7%) من الألمان 1 397 (8,3%) من البولنديين.
وبعد استعادة بولندا استقلالها في عام 1918 ، شكل البولنديون المحليون مجلس الشعب استعدادا لإعادة الإدماج مع بولندا. بعد الحرب العالمية الأولى نتيجة لمعاهدة فرساي ، أصبحت Tczeu جزءا من ما يسمى الممر البولندي وأدمجت في الدولة البولندية التي أعيد إنشاؤها. حدث التسليم الرسمي في 10 يناير 1920 وفي 30 يناير ، وصل الجنرال البولندي جوزيف هالر إلى المدينة مع قواته. وأصبحت المدينة مركزاً للأنشطة الثقافية للأقلية الألمانية في بولندا ، وأسست مدرسة باللغة الألمانية ومسرح. في هذه الفترة ، انخفضت نسبة الألمان في المدينة بشكل كبير من أكثر من 90 ٪ في عام 1910 إلى حوالي 9 ٪ في عام 1939. في عام 1921 ، بلغ عدد سكان تكزيو 16,250 نسمة ، منهم 4,600 (28.3%) من الألمان.
أثناء فترة ما بين الحربين العالميتين ، اشتهرت تكزيو بأكاديميتها البحرية (Szko  a Morska) التي انتقلت فيما بعد إلى غدينيا.

### الحرب العالمية الثانية
وطبقاً لموقع المدينة على شبكة الإنترنت ، فإن تكزيو كان موقع بداية الحرب العالمية الثانية عندما هاجمت قاذفات القنابل الألمانية منشآت الساب البولندية لمنع تفجير الجسور في تمام الساعة 04:34 من يوم 1 سبتمبر/أيلول 1939 (بدأ قصف ويستربلت في الساعة 04:45). أرسل الألمان قطارين مع الجنود لالتقاط الجسور ، متنكرين كقطارات الشحن ، ولكن بفضل السكك الحديدية البولندية في Szymankowo ، جاءوا في وقت متأخر ، وخسر عامل المفاجأة ، وانفجرت الجسور بعد 6 صباحا من ذلك اليوم.
أثناء الاحتلال الألماني لبولندا (1939-45) تم ضم تكزيو ، كما Dirschau ، إلى Reichsgau Danzig-West Brusia التابعة لمنطقة ريجيرونجبيزيرك Danzig التابعة للرايخ الثالث الألماني. وتعرض السكان البولنديون للاعتقالات الجماعية والقمع والطرد والقتل. دخل إس-هيموهر-ستورمبان غوتزه المدينة في سبتمبر 1939 للقيام بأعمال ضد البولنديين ، بما في ذلك الاعتقالات الجماعية بمساعدة الألمان المحليين الذين نظموا في سلبستشوتز ، الذين نددوا بالنشطاء البولنديين المحليين. فقد سجن الألمان مئات البولنديين في معسكرات أنشئت في مصنع سابق (متحف اليوم) ، وفي مدرسة حرفية وفي ثكنات عسكرية. في نوفمبر/تشرين الثاني 1939 ، نفذ الألمان عمليات إعدام للعديد من البولنديين من تكزيو ، بما في ذلك المعلمين المحليين ، والمسؤولين (بما في ذلك رئيس البلدية كارول هيمبل ،) ، والحرفيين ، وشرطي ، بل وحتى طالب في السابعة عشرة من عمره. تم سجن الكهنة الكاثوليك من بيلبلين ، الذين لم يتم قتلهم في بلبلين ، في ثكنات Tczeu ثم قتلوا في غابة Szp  gawski. وفي كانون الثاني/يناير 1940 ، نفذ كل من SS وSelbstschutz عمليتي إعدام علنية ضد 33 من السكان البولنديين ، بمن فيهم موظفو السكك الحديدية والمسؤولون والحرفيون والتجار ، في ساحة السوق. كما أن البولنديين من مقاطعتي ستاروغارد وتوكولا ، الذين رفضوا التوقيع على فولكسليست ، سجنوا في تكزيو ثم قتلوا في غابة قريبة. وفي الفترة من عام 1939 إلى عام 1941 ، كان إينساتزغروب يدير معسكرا للعمل القسري في المدينة.
في عام 1941 ، أنشأ الألمان معسكراً انتقالياً للبولنديين المطرودين من المنطقة في مصنع محلي (متحف اليوم). واحتُجز الناس هناك لعدة أسابيع ، ثم طُردوا إلى الحكومة العامة. وطرد مئات البولنديين من سكان تكزيو في عامي 1940 و 1941. كما تم ترحيل بعض السكان إلى ألمانيا للعمل القسري. في عام 1943 ، تمكن البولنديون المحليون من إنقاذ بعض الأطفال البولنديين المختطفين من منطقة زاموستش ، من خلال شرائهم من الألمان في محطة القطار المحلية.
بعد الحرب العالمية الثانية ، كانت المدينة واحدة من أكثر المدن تضررا في غدانسك بوميرانيا. ولم يكن أي من مصانعها المتبقية تقريبا قادرا على الإنتاج. وكانت هناك خسارة كبيرة في عدد السكان إلى نحو 18-20 ألف نسمة. قبل نهاية الحرب العالمية الثانية بقليل احتلها الجيش السوفيتي. بعد نهاية الحرب أصبحت المدينة جزءا من جمهورية بولندا الشعبية وأعيدت تسميتها مرة أخرى تشيڤ. فقد تم تجريد السكان الألمان من ممتلكاتهم وطردهم ؛ وقد بذل السكان البولنديون أول جهد لإعادة البناء والتنشيط.

### الفترة الأخيرة
وفي عام 1984 ، افتتح متحف نهر فيستولا ، وهو فرع من المتحف البحري الوطني في غدانسك ، في مبنى مصنع المنتجات المعدنية قبل الحرب ، الذي كان الألمان يديرون فيه خلال الحرب العالمية الثانية معسكر عبور للبولنديين المطرودين من المنطقة.
وتوجد حاليا عدة شركات في صناعة الكهرباء وبناء الآلات.
ويُحتفل بيوم 30 كانون الثاني/يناير ، أي تاريخ عودة تشزيو إلى بولندا بعد فترة التقسيم ، باعتباره يوم تشزيو.

### عدد السكان حسب السنة
لاحظ أن الجدول أعلاه يستند إلى مصادر أولية قد تكون متحيزة:

## معطف الاذرع
معطف الأسلحة Tczeo يصور غريفين الأحمر تكريما للدوق سامبور الثاني ، الذي منح المدينة الحقوق البلدية في 1260.

## مشاهد
- ساحة جوزيف هالر ( Plac Józefa Hallera ) ، مليئة بالمنازل التاريخية المحفوظة
- كنيسة أبرشية للصليب المقدس تقع في وسط البلدة القديمة ، من قبل شارع Wyzynskiego. وهو أقدم مبنى في تكزيو. بنيت الكنيسة في القرن الثالث عشر وتتميز بطابعها الداخلي الباروكي. برج الطوب المرتفع هو أقدم جزء من الكنيسة وتم تدمير قمته الخشبية خلال الحريق في عام 1982. تحتوي جدران الكنيسة الداخلية على جدران قديمة تعود أقدمها إلى النصف الأخير من القرن الخامس عشر. .
- كنيسة القديس ستانيسلاوس كوستكا ما بعد الدومينيكان - تقع في ساحة أسفويتيغو غرزيغورزا. يأتي من القرن الرابع عشر وهو مبني على الطراز القوطي ، مع برج أوكتاغوني مميز. وبعد تصفية الأمر ، أعيد بناؤه في مدرسة ، ثم استخدم بعد ذلك حتى عام 1945.
- تعتبر الجسور على نهر فيستولا - التي تقع بجانب شارع Jana z Kolna وشارع Vistula من المعالم السياحية الرئيسية في Tczew. كان جسر الطريق هو أول جسر تم تشييده بين عامي 1851 و 1857. في ذلك الوقت ، كان طوله البالغ 837 مترًا من أطول الجسور في العالم. في الأصل ، كان للجسر عشرة أبراج وبوابتين - لم يبق اليوم سوى أربعة أبراج. تم بناء جسر السكك الحديدية الآخر بين عامي 1888 و 1890 ، عندما لم يعد أحد الجسور كافياً. في 1 سبتمبر 1939 الساعة 5:30 صباحًا ، دمر خبراء المتفجرات البولنديون الجسور لمنع الجيش الألماني من الوصول إلى المدينة من الجانب الآخر من نهر فيستولا. أعيد بناء الجسور في عام 1940 ودمرها الألمان مرة أخرى في عام 1945. تمت إعادة البناء النهائي للجسور بين عامي 1958 و 1959.
- متحف نهر فيستولا - يقع بالقرب من 30 شارع Stycznia ، في مصنع الآلات الزراعية قبل الحرب حيث تم خلال الحرب العالمية الثانية إنشاء وتشغيل معسكر انتقالي للبولنديين الذين طردوا من المنطقة من قبل ألمانيا النازية. [5] بعد ذلك ، تم تشغيل مصنع عداد الغاز في المبنى وبعد ذلك تم إنشاء أول متحف لنهر فيستولا. في عام 2007 ، تم تجديد المبنى ويعمل الآن كمتحف لنهر فيستولا والمركز الإقليمي لوار فيستولا. إنه فرع من المتحف البحري الوطني في غدانسك . [5]
- برج المياه - يقع على ناصية 30 شارع Stycznia و Bałdowska. تم بنائه عام 1905. يقدم برج المياه النمط المعماري السابق للمرافق البلدية. يقوم البرج الذي يبلغ ارتفاعه 40 متراً بقوة الضغط الطبيعي بتوزيع المياه على المنازل.
- دار البلدية - كانت دار البلدية القديمة تقع في ساحة هاليرا في وسط المدينة القديمة. تم تدميره خلال حريق عام 1916 ولم يتم إعادة بنائه منذ ذلك الحين. الآن يمكن رؤية مخطط دار البلدية السابق فقط في الساحة. تم بناء قاعة المدينة الجديدة في ساحة Piłsudskiego في أوائل القرن العشرين.
- طاحونة هوائية هولندية - تقع بجوار شارع Wojska Polskiego. تم بنائه عام ١٨٠٦. طاحونة الهواء خشبية مع أساسات من الطوب ونادراً ما شهدت خمسة أشرعة ورأس دوار.
- مكتب البريد - يقع على زاوية شارعي Dąbrowskiego و Obrońców Westerplatte. إنه أقدم مكتب بريد في Tczew ، تم بناؤه عام 1905. على الجدار الأمامي يمكننا أن نرى علامتي Gdańsk و Tczew وكذلك شعار الدولة البولندية.
- مبنى المدرسة البحرية السابقة - بجانب شارع Szkoy Morskiej. بني عام 1911. في البداية كانت مدرسة البنات موجودة هناك ، وبعد ذلك ، بين عامي 1920 و 1930 ، كانت موقع المدرسة البحرية الأولى في بولندا والتي تم نقلها لاحقًا إلى غدينيا. في الوقت الحاضر ، يضم المبنى مدرسة ثانوية.
- بناء الحمامات البلدية السابقة - يقع في شارع حزينا. بني عام 1913. الآن يقع مجلس المحافظات في هذا المبنى.
- حديقة البلدية ــ والتي تقع في وسط مدينة تكزيو ، بين Ku   taja ، Ba  dowska ، وشوارع سينكييويكا ، تحتل مساحة 37 فداناً (15 هكتاراً). الجزء السفلي من الحديقة نشأ في الجزء الثاني من القرن التاسع عشر ، الجزء العلوي في القرن العشرين. في الحديقة يمكنك أن ترى حفلات موسيقية حيث ، خلال الصيف ، تقام العديد من الحفلات الموسيقية. عند مدخل الحديقة يقع نصب تذكاري لكشافة تكزيو الذين قتلوا خلال الحرب العالمية الثانية.

## المواصلات
إنه تقاطع مهم للسكك الحديدية مع ساحة تصنيف .

## الرياضة
وأبرز ناديين رياضيين في المدينة هما يونيا تكزيو (كرة القدم والتجديف) وويسالا تكزيو (كرة القدم والملاكمة).

## معسكر اللغة الإنجليزية
على مدى السنوات ال 19 الماضية ، كانت المدينة الموقع المضيف لمعسكر اللغة الإنجليزية السنوي. ويستضيف المخيم ، الذي غالبا ما يطلق عليه اسم «كامب تكزيو» الشراكة الأمريكية البولندية من أجل تكزيو ، ويقدم للطلاب برنامجا مدته ثلاثة أسابيع حيث تتاح لهم الفرصة للتفاعل مع الأمريكيين وتحسين لغتهم الإنجليزية.